# Régie fédérale des alcools
 (mars 2016).
Si vous disposez d'ouvrages ou d'articles de référence ou si vous connaissez des sites web de qualité traitant du thème abordé ici, merci de compléter l'article en donnant les références utiles à sa vérifiabilité et en les liant à la section « Notes et références ».
La Régie fédérale des alcools (RFA) était une autorité suisse chargée d'exécuter la législation suisse en matière d'alcool jusqu'à la fin de 2017. Elle a été intégrée dans l'Administration fédérale des douanes au début de 2018.
La loi sur l'alcool vise notamment à garantir la protection de la santé (article 105 de la Constitution). Cette législation régit la fabrication, l'importation et le commerce d'éthanol et de boissons spiritueuses, ainsi que la publicité pour ces dernières. En revanche, elle ne s'applique pas aux boissons alcooliques obtenues par fermentation telles que la bière et le vin.

## But et tâches
La RFA assume toutes les tâches liées aux monopoles que la Confédération détient sur la fabrication d'éthanol et de boissons spiritueuses ainsi que sur l'importation d'éthanol. En collaboration avec ses partenaires cantonaux, elle veille à faire respecter les prescriptions applicables au commerce et à la publicité relatifs aux boissons spiritueuses.
S'élevant à quelque 260 millions par an, le bénéfice net de la RFA revient à raison de 90 % à la Confédération, qui utilise ces fonds pour financer l'Assurance-vieillesse et survivants (AVS) et l'Assurance-invalidité (AI). Le reste est versé aux cantons, qui l'affectent à des projets de prévention (dîme de l'alcool) .

### Imposition des boissons spiritueuses
La tâche principale de la RFA consiste à prélever l'impôt sur les boissons spiritueuses, qui s'élève à 29 francs par litre d'alcool pur. À cet effet, elle garantit la séparation systématique du marché entre les boissons spiritueuses ou l'éthanol destiné à être bu, qui doivent être fiscalisés, et l'éthanol destiné à l'industrie, qui est exonéré de l'impôt.

### Dispositions régissant la publicité
La RFA veille à faire respecter les dispositions de la loi sur l'alcool qui régissent la publicité pour les boissons spiritueuses. En vertu de ces dispositions, seule la publicité ayant directement trait au produit est autorisée. Il est ainsi interdit de représenter des scènes faisant le lien entre mode de vie et consommation de boissons spiritueuses. Accordant une grande importance aux prestations de conseil, la RFA a développé un portail électronique par l'intermédiaire duquel un service spécialisé vérifie gratuitement si les projets publicitaires qui lui sont soumis sont conformes à la loi.

### Prescriptions en matière de commerce
Une licence de la RFA est nécessaire pour le commerce de gros. En outre, la vente et le débit de boissons spiritueuses à des clients finaux sont subordonnés à l'obtention d'une patente cantonale pour le commerce de détail. Enfin, l'application des prescriptions en matière de commerce (par ex. interdiction des offres de type happy hours) incombe aux cantons, qui reçoivent à cet effet l'aide de la RFA.

### Protection de la jeunesse
La protection de la jeunesse est inscrite dans la loi sur l'alcool et la loi sur les denrées alimentaires (de). Ces deux actes législatifs interdisent la remise de boissons spiritueuses à des jeunes de moins de 18 ans et de bière ou de vin à des jeunes de moins de 16 ans. Les cantons sont libres d'adopter des mesures plus strictes ; ainsi, le canton du Tessin interdit toute vente d'alcool à des mineurs.

### Importation d'éthanol
Alcosuisse, le centre de profit de la RFA, assume les tâches relevant du monopole d'importation de l'éthanol. Géré par mandat de prestations et enveloppe budgétaire, il fournit à l'économie suisse quelque 40 millions de kilogrammes d'éthanol par an.

## Organisation
La Régie fédérale des alcools a été fondée en 1887. Elle est dotée de la personnalité juridique depuis 1900. Effectuant des contrôles dans toute la Suisse et gérant deux exploitations, l'une à Schachen (LU) et l'autre à Delémont (JU), elle a son siège principal à Berne. Dans le cadre d'une révision partielle de la loi sur l'alcool, la RFA perdra [Quand ?] la personnalité juridique dont elle est dotée et sera intégrée dans l'Administration fédérale des douanes. L'application de la législation sur l'alcool sera confiée à la division Alcool et tabac, qui sera créée au sein de la Direction générale des douanes et prendra ses quartiers à Delémont (JU). Quant au centre de profit de la RFA, il fera l'objet d'une privatisation totale.